# Glacier des Pélerins
Glacier des Pèlerins
Le glacier des Pélerins ou glacier des Pèlerins est un glacier situé entre l'aiguille du Plan et l'aiguille du Midi.
Il a pris son nom (avec un accent aigu) du hameau des Pélerins, aujourd'hui quartier de Chamonix-Mont-Blanc.

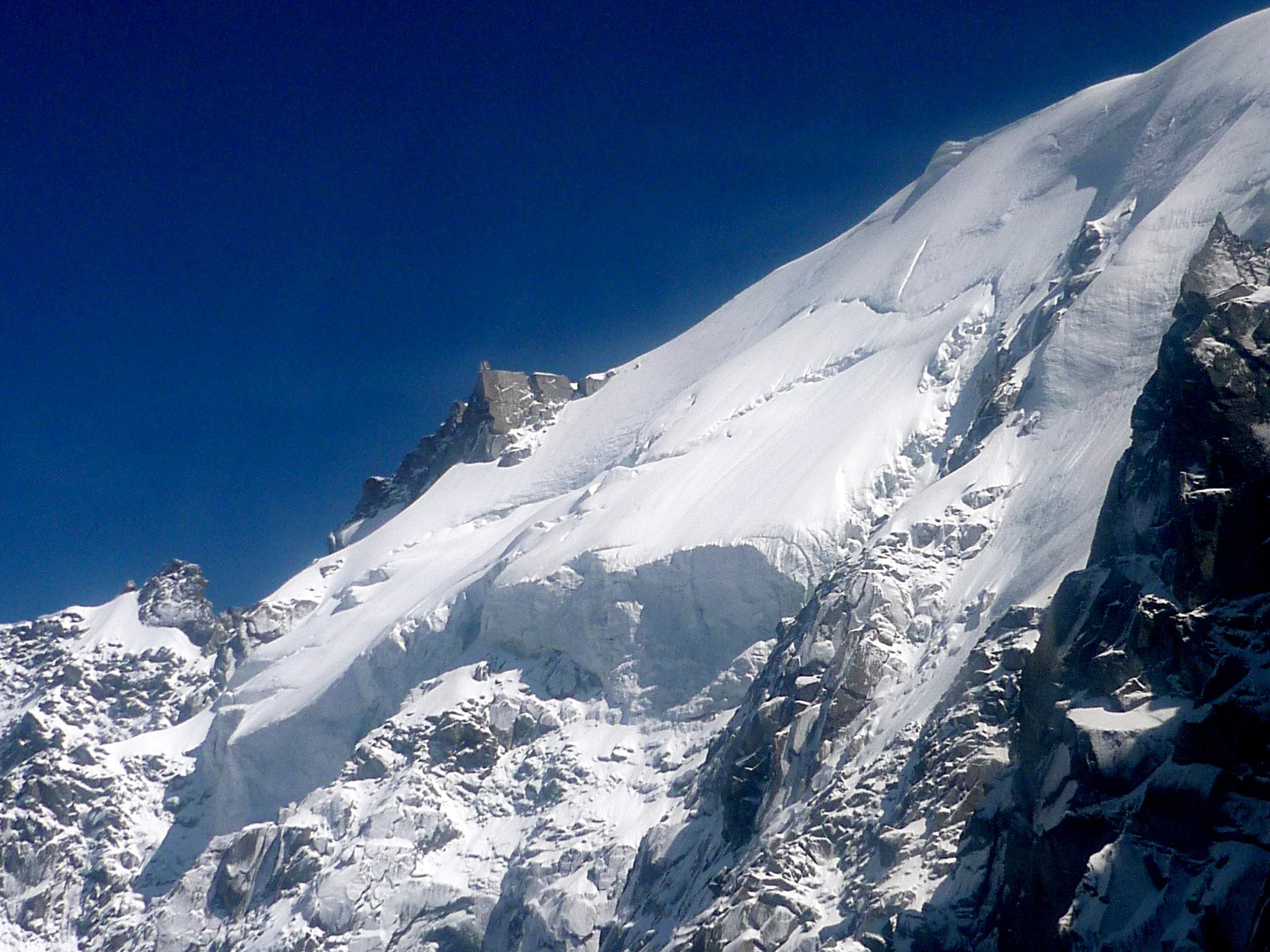
Vue d'une partie de la zone suspendue du glacier.

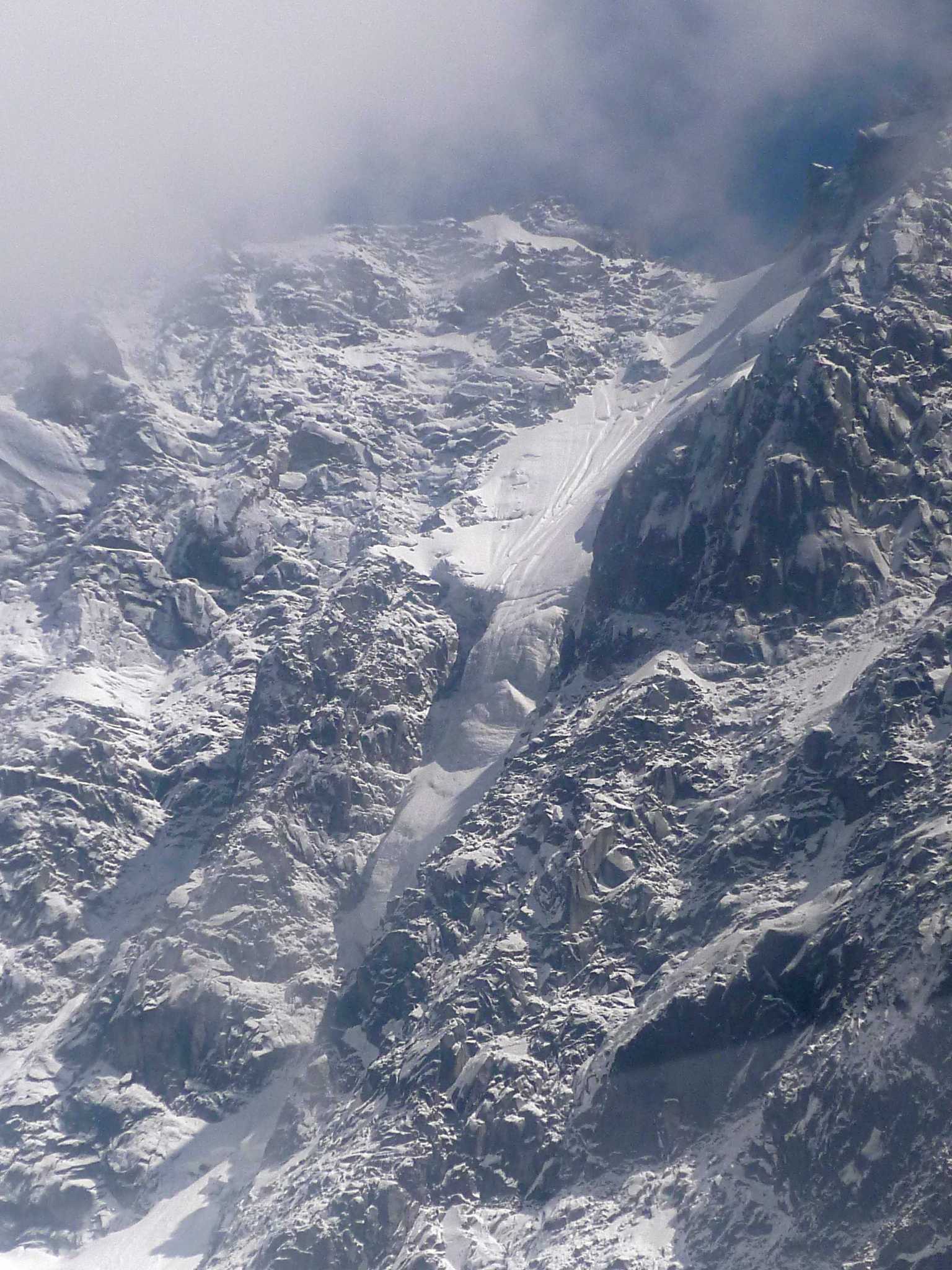
Vue d'une cascade de glace du glacier.